# 社会医学技術学院
専門学校 社会医学技術学院（せんもんがっこう しゃかいいがくぎじゅつがくいん）は東京都小金井市に所在する私立の専修学校。1973年に設立される。創立50年以上を迎えた日本でも歴史ある理学療法士、作業療法士養成校。 
略称は社医学（しゃいがく）。 

## 概要
創立50年以上を迎えた日本でもっとも歴史のある作業療法士、理学療法士の養成校。
1970年代、まだ発展途上であった日本のリハビリテーションの振興を目的に、社団法人日本損害保険協会および社団法人生命保険協会の多大な援助を受けて日本リハビリテーション振興会を設立した。
同時に作業療法士・理学療法士の養成校として、専門学校社会医学技術学院を創設し、現在まで4,000名を超える卒業生を医療・福祉・行政・教育の現場に送り出してきた。
時代のニーズに対応するリハビリテーションに関する知識・技術の普及啓発、地域行政との連携や学生等によるボランティア活動などを実施。
創設時日本初の夜間専門学校。運営母体の一般財団法人日本リハビリテーション振興会は、2019年の組織改革に伴い、学校法人日本リハビリテーション学舎に移行した。

## 歴史
- 1973年 - 東京都新宿区大久保スポーツ会館内に理学療法士養成施設（夜間4年課程）として開設
- 1975年 - 東京都渋谷区に移転
- 1977年 - 運営母体の財団法人日本リハビリテーション振興会法人化
- 1980年 - 専修学校認可。作業療法学科（夜間4年課程）開設　東京都小金井市に校舎移転
- 1983年 - 理学療法学科（昼間部3年課程）開設。校章が完成
- 1984年 - WFOT（世界作業療法士連盟）の認定校となる
- 1993年 - 専門士の称号を授与する機関として認定される
- 1994年 - 第一回臨床実習指導者研修会開催（以降毎年8月に開催）
- 1999年 - 財団法人日本身体障害者スポーツ協会の公認障害者スポーツ指導者制度認定校となる
- 2013年 - 法人制度改革に伴い、一般財団法人に移行
- 2014年 - 職業実践専門課程の認可校となる
- 2019年 - 組織改革に伴い、学校法人日本リハビリテーション学舎に移行

## 学科
- 理学療法学科　昼間部3年制
- 理学療法学科　夜間部4年制
- 作業療法学科　夜間部4年制

## 最寄駅
中央線「東小金井駅」nonowa口より徒歩3分